# Brachymeria obtusata
Brachymeria obtusata är en stekelart som först beskrevs av Förster 1859.  Brachymeria obtusata ingår i släktet Brachymeria, och familjen bredlårsteklar. Arten är reproducerande i Sverige.